# (5909) Nagoya
(5909) Nagoya est un astéroïde de la ceinture principale.

## Description
(5909) Nagoya est un astéroïde de la ceinture principale. Il fut découvert le 23 octobre 1989 à Kani par Yoshikane Mizuno et Toshimasa Furuta. Il présente une orbite caractérisée par un demi-grand axe de 2,24 UA, une excentricité de 0,19 et une inclinaison de 7,1° par rapport à l'écliptique.

## Compléments